# Apogon sinus
Apogon sinus är en fiskart som beskrevs av Randall 2001. Apogon sinus ingår i släktet Apogon och familjen Apogonidae. Inga underarter finns listade i Catalogue of Life.